# All Out 2022
All Out 2022 è stata la quarta edizione dell'omonimo evento in pay-per-view prodotto annualmente dalla All Elite Wrestling e si è svolto il 4 settembre 2022 alla Now Arena di Hoffman Estates (Illinois).

## Risultati
| #     | Match | Stipulazioni                                                     | Durata |
| ----- | --- | ---------------------------------------------------------------- | ------ |
| BuyIn | Sammy Guevara e Tay Melo (c) hanno sconfitto Ortiz e Ruby Soho                                                 | Mixed tag team match per l'AAA World Mixed Tag Team Championship | 6:00   |
| BuyIn | Hook (c) ha sconfitto Angelo Parker per sottomissione                                                          | Single match per l'FTW Championship                              | 3:55   |
| BuyIn | Pac (c) ha sconfitto Kip Sabian                                                                                | Single match per l'AEW All-Atlantic Championship                 | 10:00  |
| BuyIn | Eddie Kingston ha sconfitto Tomohiro Ishii                                                                     | Single match                                                     | 13:25  |
| 1     | MJF ha sconfitto Andrade El Idolo, Claudio Castagnoli, Dante Martin, Wheeler Yuta, Penta El Zero, Fénix e Rush | Casino ladder match                                              | 14:15  |
| 2     | Kenny Omega e The Young Bucks hanno sconfitto Adam Page e The Dark Order                                       | Six-man tag team match per l'AEW World Trios Championship        | 19:50  |
| 3     | Jade Cargill (c) (con Kiera Hogan) ha sconfitto Athena                                                         | Single match per l'AEW TBS Championship                          | 4:20   |
| 4     | FTR e Wardlow hanno sconfitto Alex Shelley, Chris Sabin e Jay Lethal                                           | Six-man tag team match                                           | 16:30  |
| 5     | Powerhouse Hobbs ha sconfitto Ricky Starks                                                                     | Single match                                                     | 5:05   |
| 6     | Keith Lee e Swerve Strickland (c) hanno sconfitto Anthony Bowens e Max Caster (con Billy Gunn)                 | Tag team match per l'AEW World Tag Team Championship             | 22:30  |
| 7     | Toni Storm ha sconfitto Britt Baker, Hikaru Shida e Jamie Hayter                                               | Fatal four-way match per l'interim AEW Women's Championship      | 14:20  |
| 8     | Christian Cage (con Luchasaurus) ha sconfitto Jungle Boy                                                       | Single match                                                     | 0:20   |
| 9     | Chris Jericho ha sconfitto Bryan Danielson                                                                     | Single match                                                     | 23:40  |
| 10    | Darby Allin, Miro e Sting hanno sconfitto Brody King, Buddy Matthews e Malakai Black                           | Six-man tag team match                                           | 12:10  |
| 11    | CM Punk ha sconfitto Jon Moxley (c)                                                                            | Single match per l'AEW World Championship                        | 19:55  |